# Alstom Citadis

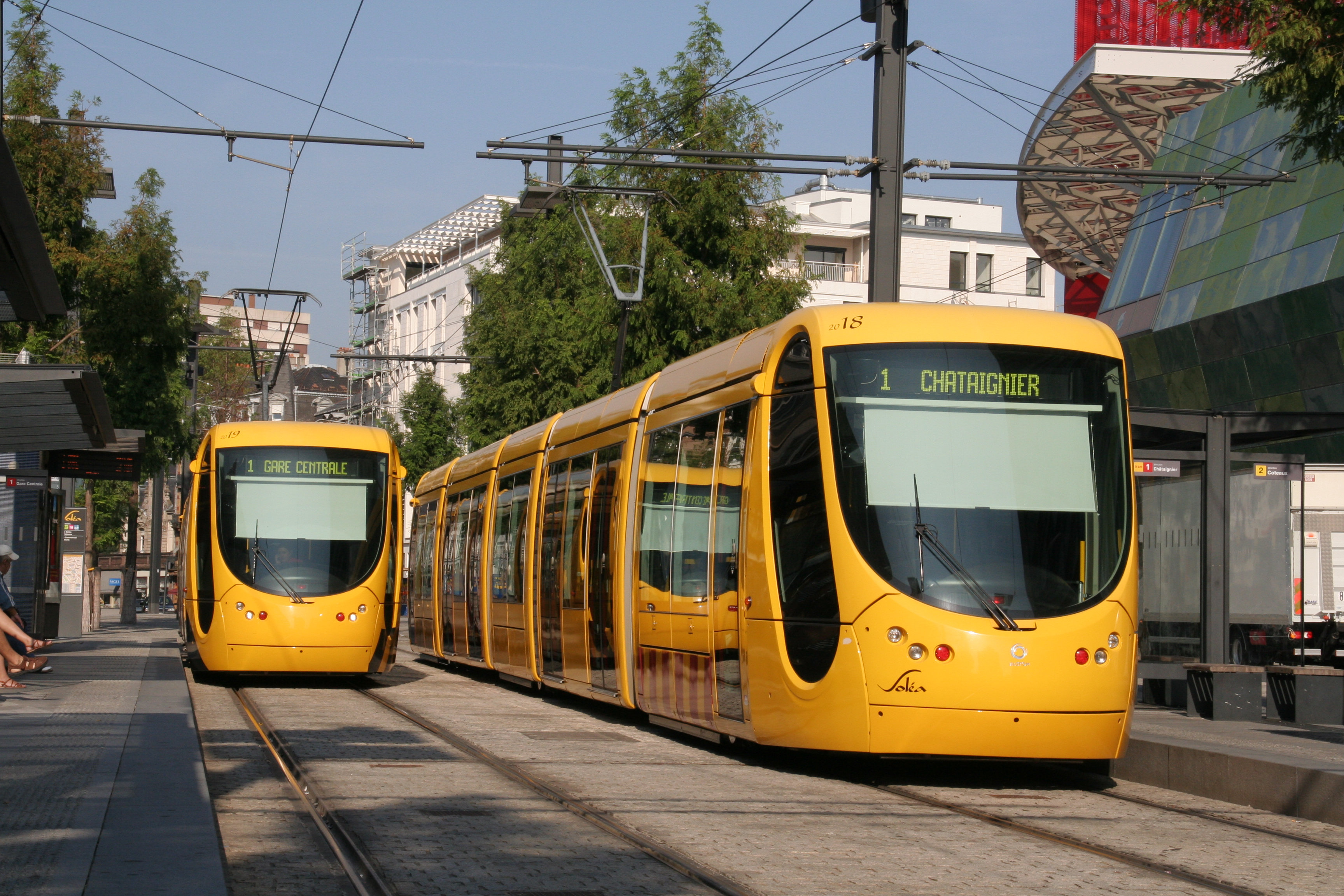
A Citadis 302 у Мюлузі

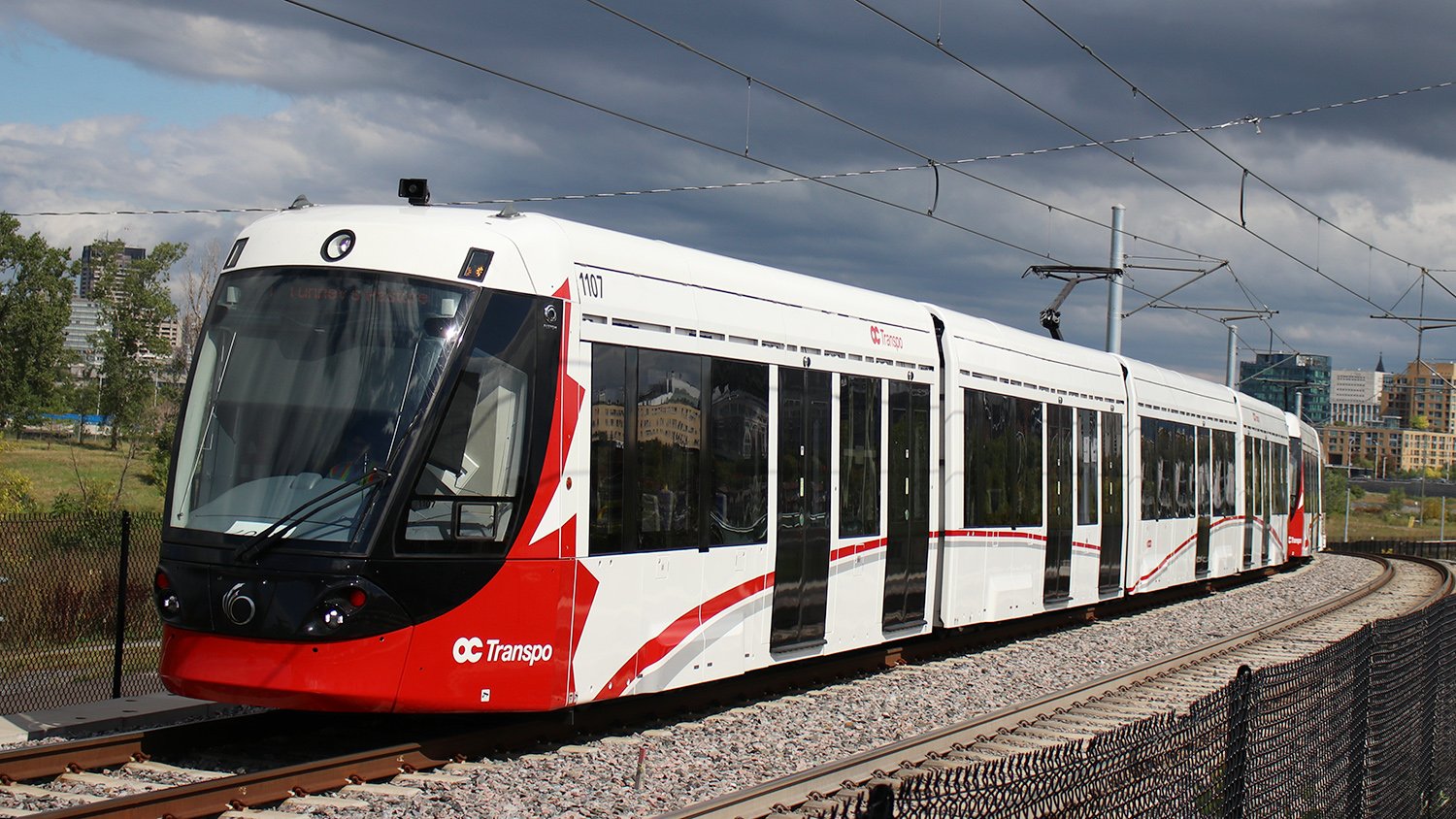
Citadis Spirit, модель, призначена для канадських операторів, працює на Лінія Конфедерації в Оттаві

Alstom Citadis — серія низькопідлогових трамваїв та легкорейкових транспортних засобів (LRV), побудованих компанією Alstom. Станом на 2017 рік було продано понад 2300 трамваїв Citadis.

Більшість вагонів Citadis виробляється на заводах Alstom у Ла-Рошель, Рейшсоффені та Валансьєнні, Франція, у Барселоні, Іспанія, та Аннабі, Алжир.

## Типи Citadis
Серія Citadis має у своєму складі як частково, так і повністю низькопідлогові трамваї та LRV, у версіях з трьома (20x), п'ятьма (30x), сімома (40x) та дев'ятьма (50x) секціями. Має такі стандартні варіанти

### Міські трамвайні вагони
Citadis X00:
- Citadis 100 — трисекційні, 70 % низькопідлогові, спочатку розроблені та виготовлені компанією Konstal у Хожув для польського ринку (Катовиці, Гданськ)

Citadis X01 (Перша генерація):
- Citadis 301 — трисекційні, 70 % низькопідлогові (Орлеан)
  - Citadis 301 CIS — 100 % низькопідлогові з візками IPOMOS для колії 1524 мм (Москви, Санкт-Петербург[3]). Також позначається 71-801 відповідно до єдиної в Росії системи класифікації рухомого складу (71 = трамваї, 8 = код виробника (Alstom), 01 = код моделі).
- Citadis 401 — п'ятисекційні, 70 % низькопідлогові (Монпельє та Дубліну)

Citadis X02 (Друга генерація):
- Citadis 202 — трисекційні, 100 % низькопідлогові (Мельбурн)
- Citadis 302 — п'ятисекційні, 100 % низькопідлогові (Алжир, Аделаїда[en], Анже, Ліон, Бордо, Париж (T2, T7 та T8), Валансьєнн[en], Роттердам[en], Буенос-Айрес, Мадрид[en], Мельбурн, Ніцца, Мурсія[en], Барселона, Єрусалим, Гавр та Ноттінгем)
- Citadis 402 — семисекційний, 100 % низькопідлогові (Бордо, Гренобль, Ліон, Париж (T3), Дубай, Ріо-де-Жанейро, Оран, Константіна)
- Citadis 502 — дев'ятисекційний, 100 % низькопідлогові (Дублін, деякі переобладнані з 402)

Citadis X03 (Третя генерація):
- Citadis 403 — семисекційний, 100 % низькопідлогові (Страсбург)

Citadis X04 (Четверта генерація):
- Citadis 304—100 % низькопідлоговий, проект для Центральної та Східної Європи (Стамбул[en])

Citadis X05 (П'ята генерація):
- Citadis 205 or Compact — трисекційний, 100 % низькопідлогові (Обань, Авіньйон[fr])[4]
- Citadis 305 — п'ятисекційні, 100 % низькопідлогові (Сідней, Кан, Гаосюн[en], Афіни)
- Citadis 405 — семисекційний, 100 % низькопідлогові (Ніцца, Париж (T9, T10))

### Легкорейковий рухомий склад
- Regio-Citadis — трисекційний, 70 % низькопідлогові LRV (Кассель[en], Гаага[en], Зальцгіттер)
- Citadis Dualis — чотири або п'ятисекційні 100 % низькопідлогові LRV (оператор SNCF,[5] see below)
- Citadis Spirit — трьох або чотирисекційний, 100 % низькопідлогові LRV спроектовано для північноамериканського ринку (Оттава[en], Line 6 Finch West[en] (Торонто))[6][7][8]

## Замовлені трамваї Citadis

### Африка
| Держава | Місто                               | Фото | Тип | Нумерація | Кількість | Рік  | Довжина | Ширина | Коментарі                                                                                                |
| ------- | ----------------------------------- | ---- | --- | --------- | --------- | ---- | ------- | ------ | --- |
| Алжир   | Алжир (Алжирський трамвай)          |      | 402 | 101–141   | 41        | 2010 |         | 2.65 м | |
| Алжир   | Константіна (Трамвай у Константіні) |      | 402 | 101–127   | 47        | 2010 | 43.9 м  | 2.65 м | З них 27 було виготовлено у Барселоні, а 20 зібрано в Аннабі, Алжир.                                     |
| Алжир   | Оран (Оран)                         |      | 302 | 101–130   | 30        | 2010 | 43.9 м  | 2.65 м | |
| Алжир   | Уаргла (Трамвай в Уаргла)           |      | 402 | 101–123   | 23        | 2017 | 43.9 м  | 2.65 м | |
| Алжир   | Мостаганем                          |      | 402 | 101–130   | 30        | 2017 | 43.9 м  | 2.65 м | |
| Алжир   | Сіді-Бель-Аббес                     |      | 402 | 101–130   | 30        | 2016 | 43.9 м  | 2.65 м | |
| Алжир   | Сетіф                               |      | 402 | 101–130   | 47        | 2016 | 43.9 м  | 2.65 м | |
| Алжир   | Батна                               |      | 402 | 101–130   | 30        | 2016 | 43.9 м  | 2.65 м | |
| Алжир   | Аннаба                              |      | 402 | 101–130   | 30        | 2017 | 43.9 м  | 2.65 м | |
| Алжир   | Скікда                              |      | 402 | 101–130   | 20        | 2018 | 43.9 м  | 2.65 м | |
| Алжир   | Тебесса                             |      | 402 | 101–130   | 20        | 2018 | 43.9 м  | 2.65 м | |
| Марокко | Касабланка (Трамвай у Касабланці)   |      | 302 |           | 74        | 2012 |         | 2.65 м | |
| Марокко | Трамвай Рабат-Сале                  |      | 302 | 32        | 44        | 2010 |         | 2.65 м | 19 подвійних трамваїв (односторонні парні, напівпостійно зчеплені); 6 одиночних двонаправлених трамваїв. |
| Іспанія | Тенеріфе                            |      | 302 |           | 20        | 2007 | 32.2 м  | 2.4 м  | У важливі дати, такі як карнавали або Різдво, трамваї працюють як подвійні.                              |
| Туніс   | Туніс (Туніський штадтбан)          |      | 302 | 401–430   | 30        | 2007 | 32–64 м | 2.4 м  | Односторонні-працюють як пара.                                                                           |

### Азія
| Держава | Місто                                 | Фото | Тип | Нумерація | Кількість | Рік  | Довжина | Ширина | Коментарі     |
| ------- | ------------------------------------- | ---- | --- | --------- | --------- | ---- | ------- | ------ | ------------- |
| Китай   | Ченду (Трамвай у Ченду)               |      | 302 |           | 40        | 2018 | 32.6 м  | 2.65 м | П'ятисекційні |
| Тайвань | Гаосюн (Кільцева лінія)               |      | 305 |           | 15        | 2019 | 33.4 м  | 2.65 м | [ 9 ]         |
| Китай   | Шанхай Сунцзян (Сунцзянський трамвай) |      | 302 |           | 30        | 2018 | 33 м    | 2.65 м | П'ятисекційні |

### Північна Америка
| Держава | Місто                       | Фото | Тип            | Нумерація | Кількість          | Рік  | Довжина | Ширина | Коментарі      |
| ------- | --------------------------- | ---- | -------------- | --------- | ------------------ | ---- | ------- | ------ | -------------- |
| Канада  | Оттава (Лінія Конфедерації) |      | Citadis Spirit | 1101–1134 | 34 (+38 плановано) | 2018 | 48 м    | 2.65 м | Чотирисекційні |
| Канада  | Торонто (Line 6 Finch West) |      | Citadis Spirit |           | 0 (61 плановано)   | 2021 | 48 м    | 2.65 м | Чотирисекційні |

### Південна Америка
| Держава  | Місто                        | Фото | Тип | Нумерація | Кількість | Рік  | Довжина | Ширина | Коментарі      |
| -------- | ---------------------------- | ---- | --- | --------- | --------- | ---- | ------- | ------ | -------------- |
| Бразилія | Ріо-де-Жанейро (VLT Carioca) |      | 402 | 101–132   | 32        | 2016 | 44 м    | 2.65 м | Семисекційний  |
| Еквадор  | Куенка Трамвай у Куенка      |      | 302 |           | 14        | 2020 | 32.4 м  | 2.40 м | П'ятисекційний |

### Середній Схід
| Держава | Місто                                       | Фото | Тип | Нумерація | Кількість | Рік       | Довжина | Ширина | Коментарі |
| ------- | ------------------------------------------- | ---- | --- | --------- | --------- | --------- | ------- | ------ | --------- |
| Ізраїль | Єрусалим (Єрусалимський швидкісний трамвай) |      | 302 |           | 46        | 2009      |         | 2.65 м |           |
| ОАЕ     | Дубай (Дубайський трамвай)                  |      | 402 | 001-025   | 25        | 2013–2014 |         | 2.65 м | APS       |
| Катар   | Лусаїл (Лусаїлський штадтбан)               |      | 305 |           |           | 2019      |         | 2.65 м | APS       |

### Європа
| Держава         | Місто                              | Фото                                                | Тип                                                                  | Нумерація                                             | Кількість | Рік                          | Довжина                     | Ширина                     | Коментарі |
| --------------- | ---------------------------------- | --------------------------------------------------- | -------------------------------------------------------------------- | ----------------------------------------------------- | --------- | ---------------------------- | --------------------------- | -------------------------- | --- |
| Франція         | Анже (Трамвай у Анже)              |                                                     | 302                                                                  | 1001–1017                                             | 17        | 2009                         | 32.4 м                      | 2.40 м                     | |
| Франція         | Обань (Обанський трамвай)          |                                                     | 205                                                                  |                                                       | 8         | 2014                         | 22 м                        | 2.40 м                     | Замовлено 10 одиниць Citadis Compact |
| Франція         | Бордо (Бордоський трамвай)         |                                                     | 402                                                                  | 2201–2232 2301—2306 2501—2520 2801—2804               | 62        | 2002 2003 2005 2008 2011     | 43.9 м                      | 2.40 м                     | |
| Франція         | Бордо (Бордоський трамвай)         |                                                     | 302                                                                  | 2241–2246 2541—2546                                   | 12        | 2002 2005                    | 32.8 м                      | 2.40 м                     | |
| Франція         | Кан (Канський трамвай)             |                                                     | 305                                                                  |                                                       | 26        | 2018–2019                    | 33 м                        | 2.40 м                     | |
| Франція         | Гренобль (Трамвай у Греноблі)      |                                                     | 402                                                                  | 6001–6035 6036–6050                                   | 49        | 2005, 2009                   | 43 м                        | 2.40 м                     | |
| Франція         | Гавр (Трамвай у Гаврі)             |                                                     | 302                                                                  |                                                       | 22        | 2011–2012                    |                             | 2.40 м                     | |
| Франція         | Ле-Ман (Трамвай у Ле-Ман)          |                                                     | 302                                                                  | 1001–1034                                             | 34        | 2007, 2011, 2014             | 32.0 м                      | 2.40 м                     | |
| Франція         | Ліон (Ліонський трамвай)           |                                                     | 302                                                                  | 0858–0870, 0871–0873                                  | 70        | 2000, 2006, 2009, 2010       | 32.4 м                      | 2.40 м                     | |
| Франція         | Ліон (Ліонський трамвай)           |                                                     | 402                                                                  | 0874–0885, 0886–0892                                  | 19        | 2012–2013, 2016              | 43.8 м                      | 2.40 м                     | |
| Франція         | Ліон (Ліонський трамвай)           |                                                     | 402                                                                  | 0893–0907                                             | 15        | 2019–2020                    | 44 м                        | 2.40 м                     | |
| Франція         | Монпельє (Трамвай у Монпельє)      |                                                     | 301                                                                  | 2001–2028                                             | 30        | 1999–2000                    | 40.9 м                      | 2.65 м                     | Переобладнано до Citadis 401 |
| Франція         | Монпельє (Трамвай у Монпельє)      |                                                     | 302                                                                  | 2031–2033, 2041—2064                                  | 27        | 2006–2007                    | 32.5 м                      | 2.65 м                     | |
| Франція         | Монпельє (Трамвай у Монпельє)      |                                                     | 402                                                                  | 2070–2089, 2098—2099                                  | 23        | 2011 — 2012, 2014            | 43 м                        | 2.65 м                     | |
| Франція         | Мюлуз (Мюлузький трамвай)          |                                                     | 302                                                                  | 01–27                                                 | 27        | 2005–2006                    | 32.5 м                      | 2.40 м                     | Два з них (04 і 05) використовувалися в Аргентині на Транвії-дель-Есте. П'ять було продано в Мельбурн, Вікторія, Австралія та перейменовано як мельбурнський трамвай класу С2. |
| Франція         | Ніцца (Трамвай Ніцци)              |                                                     | 302                                                                  | 01 — 20, 21 — 28                                      | 28        | 2006–2007, 2010              | 33 м                        | 2.65 м                     | Трамваї з 14 до 28 переобладнано до 402 |
| Франція         | Ніцца (Трамвай Ніцци)              |                                                     | 405                                                                  |                                                       | 19        | 2017–2018                    | 45 м                        | 2.65 м                     | Перші трамваї Citadis п'ятого покоління, поставлені до континентальної Європи.                                                                                                 |
| Франція         | Орлеан (Орлеанський трамвай)       |                                                     | 301                                                                  | 39–60                                                 | 22        | 2000                         | 29.9 м                      | 2.32 м                     | |
| Франція         | Орлеан (Орлеанський трамвай)       |                                                     | 302                                                                  | 61–81                                                 | 21        | 2010–2011                    | 32.3 м                      | 2.40 м                     | |
| Франція         | Париж (Паризький трамвай)          |                                                     | 302                                                                  | 0401–0413, 0414–0426, 0427–0442, 0442–0460, 0461–0466 | 66        | 2002, 2003, 2008, 2010, 2015 | 32.2 м                      | 2.40 м                     | T2 |
| Франція         | Париж (Паризький трамвай)          |                                                     | 402                                                                  | 0301–0321 0322–0346, 0347–0360                        | 60        | 2006, 2012, 2017             | 43.7 м                      | 2.65 м                     | T3 |
| Франція         | Париж (Паризький трамвай)          |                                                     | 302                                                                  | 701–719                                               | 19        | 2013                         | 32 м                        | 2.40 м                     | T7 |
| Франція         | Париж (Паризький трамвай)          |                                                     | 302                                                                  | 801–820                                               | 20        | 2014                         | 32 м                        | 2.40 м                     | T8 |
| Франція         | Париж (Паризький трамвай)          |                                                     | 405                                                                  | 901–922                                               | 22        | 2019–2020                    | 44 м                        | 2.65 м                     | T9 |
| Франція         | Рейм Реймський трамвай             |                                                     | 302                                                                  | 101–118                                               | 18        | 2010                         | 32.4 м                      | 2.40 м                     | |
| Франція         | Руан Руанський трамвай             |                                                     | 402                                                                  |                                                       | 27        | 2011–2012                    | 40–45 м                     | 2.40 м                     | Замінив TFS. Використовується як легкорейковий рухомий склад |
| Франція         | Страсбург Страсбурзький трамвай    |                                                     | 403                                                                  | 2001–2041, 3001-?                                     | 41        | 2005–2006, 2016–?            | 45.1 м                      | 2.40 м                     | |
| Франція         | Тулуза Тулузький трамвай           |                                                     | 302                                                                  | 5001–5025                                             | 24        | 2009–2010                    | 32.4 м                      | 2.40 м                     | Розроблено Airbus |
| Франція         | Тур Турський трамвай               |                                                     | 402                                                                  |                                                       | 21        | 2012–2013                    | 43 м                        | 2.40 м                     | APS |
| Франція         | Валансьєнса Валансьєнський трамвай |                                                     | 302                                                                  |                                                       | 33        | 2006                         | 33 м                        | 2.40 м                     | |
| Німеччина       | Кассель Kassel RegioTram           |                                                     | RegioCitadis                                                         | 701–718                                               | 18        | 2004–2005                    | 36.8 м                      | 2.65 м                     | |
| Німеччина       | Кассель Kassel RegioTram           |                                                     | RegioCitadis                                                         | 751–760                                               | 9         | 2004–2005                    | 36.8 м                      | 2.65 м                     | Гібрид з дизельним двигуном |
| Греція          | Афіни                              |                                                     | 305                                                                  |                                                       | 25        | 2020–2021                    | 33 м                        | 2.65 м                     | |
| Ірландія        | Дублін                             |                                                     | 301                                                                  | 3001–3026                                             | 26        | 2003–2004                    | 40 м (131 фут 2+3⁄4 дюйм)   | 2,40 м (7 фут 10+1⁄2 дюйм) | |
| Ірландія        | Дублін                             |                                                     | 401                                                                  | 4001–4014                                             | 14        | 2003–2004                    | 40 м (131 фут 2+3⁄4 дюйм)   | 2,40 м (7 фут 10+1⁄2 дюйм) | |
| Ірландія        | Дублін                             |                                                     | 402                                                                  | 5001–5026                                             | 26        | 2009                         | 55 м (180 фут 5+3⁄8 дюйм)   | 2,40 м (7 фут 10+1⁄2 дюйм) | |
| Ірландія        | Дублін                             | Image [Архівовано 27 липня 2020 у Wayback Machine.] | 502                                                                  | 5027–5036                                             | 10        | 2017                         | 55 м (180 фут 5+3⁄8 дюйм)   | 2,40 м (7 фут 10+1⁄2 дюйм) | |
| Нідерланди      | Гаага                              |                                                     | RegioCitadis                                                         | 4001–4054 4055–4072                                   | 72        | 2006, 2011                   | 36,8 м (120 фут 8+7⁄8 дюйм) | 2,65 м (8 фут 8+3⁄8 дюйм)  | |
| Нідерланди      | Роттердам                          |                                                     | 302                                                                  | 2001–2060                                             | 60        | 2003                         | 31,6 м (103 фут 8+1⁄8 дюйм) | 2,40 м (7 фут 10+1⁄2 дюйм) | Односпрямований |
| Нідерланди      | Роттердам                          |                                                     | 302                                                                  | 2101–2153                                             | 53        | 2011                         | 30 м (98 фут 5+1⁄8 дюйм)    | 2,40 м (7 фут 10+1⁄2 дюйм) | Односпрямований |
| Польща          | Гданськ                            |                                                     | 100 (NGd99)                                                          | 1001–1004                                             | 4         | 1999                         | 26,6 м (87 фут 3+1⁄4 дюйм)  | 2,35 м (7 фут 8+1⁄2 дюйм)  | Продано як Konstal NGd99 на основі серії 100 |
| Польща          | Катовиці                           |                                                     | 100 (116Nd)                                                          | 800–816                                               | 17        | 2000                         | 24 м (78 фут 8+7⁄8 дюйм)    | 2,35 м (7 фут 8+1⁄2 дюйм)  | |
| Росія           | Санкт-Петербург                    |                                                     | 301 CIS (71-801 according to system of rolling stock classification) | 8900–8902, 8907                                       | 4         | 2014                         | 25,5 м (83 фут 7+7⁄8 дюйм)  | 2,50 м (8 фут 2+3⁄8 дюйм)  | |
| Іспанія         | Барселона                          |                                                     | 302                                                                  |                                                       | 23        | 2004                         | 32 м (104 фут 11+7⁄8 дюйм)  | 2,65 м (8 фут 8+3⁄8 дюйм)  | мережа Trambaix |
| Іспанія         | Барселона                          |                                                     | 302                                                                  |                                                       | 18        | 2007                         | 32 м (104 фут 11+7⁄8 дюйм)  | 2,65 м (8 фут 8+3⁄8 дюйм)  | мережа Trambesòs |
| Іспанія         | Хаен                               |                                                     | 302                                                                  |                                                       | 5         | 2010                         | 32 м (104 фут 11+7⁄8 дюйм)  | 2,40 м (7 фут 10+1⁄2 дюйм) | |
| Іспанія         | Мадрид                             |                                                     | 302                                                                  |                                                       | 70        | 2007                         | 32 м (104 фут 11+7⁄8 дюйм)  | 2,40 м (7 фут 10+1⁄2 дюйм) | Один з цих трамваїв використовується для тестування на Lidingöbanan e Стокгольмі, а інший — у Буенос-Айресі на Tranvía del Este.                                               |
| Іспанія         | Мурсія                             |                                                     | 302                                                                  |                                                       | 11        | 2011                         | 32 м (104 фут 11+7⁄8 дюйм)  | 2,40 м (7 фут 10+1⁄2 дюйм) | |
| Туреччина       | Стамбул                            |                                                     | X04                                                                  | 801–837                                               | 37        | 2009                         | 28 м (91 фут 10+3⁄8 дюйм)   | 2,65 м (8 фут 8+3⁄8 дюйм)  | Able to MU |
| Велика Британія | Ноттінгем                          |                                                     | 302                                                                  | 216–237                                               | 22        | 2014                         |                             | 2,40 м (7 фут 10+1⁄2 дюйм) | NET Citadis poster |

### Австралія та Океанія
| Держава   | Місто    | Фото | Тип | Нумерація                    | Кількість | Рік        | Довжина | Ширина | Коментарі |
| --------- | -------- | ---- | --- | ---------------------------- | --------- | ---------- | ------- | ------ | --- |
| Австралія | Аделаїда |      | 302 | 201–209                      | 9         | 2010, 2018 | 32 м    | 2.40 м | Придбані у Metro Ligero, Мадрид в 2009 (6) та 2017 (3)                                                                           |
| Австралія | Мельбурн |      | 202 | 3001–3036                    | 36        | 2001–2002  | 23.0 м  | 2.65 м | Місцеве позначення C-класу. |
| Австралія | Мельбурн |      | 302 | 5103, 5106, 5111, 5113, 5123 | 5         | 2008–2009  | 32.5 м  | 2.65 м | Місцеве позначення C-класу. Орендований в Мюлузі, Франція, в 2008 році, а пізніше придбаний урядом Вікторії.[8].                 |
| Австралія | Сідней   |      | 305 | 001-060                      | 60        | 2019       | 33 м    | 2.65 м | Для CBD and South East Light Rail. Живлення як від акумуляторів так і від пантографа. Склад з двох потягів, постійно поєднанних. |